# الأشخاص ذوو الإعاقة ضد التخفيضات

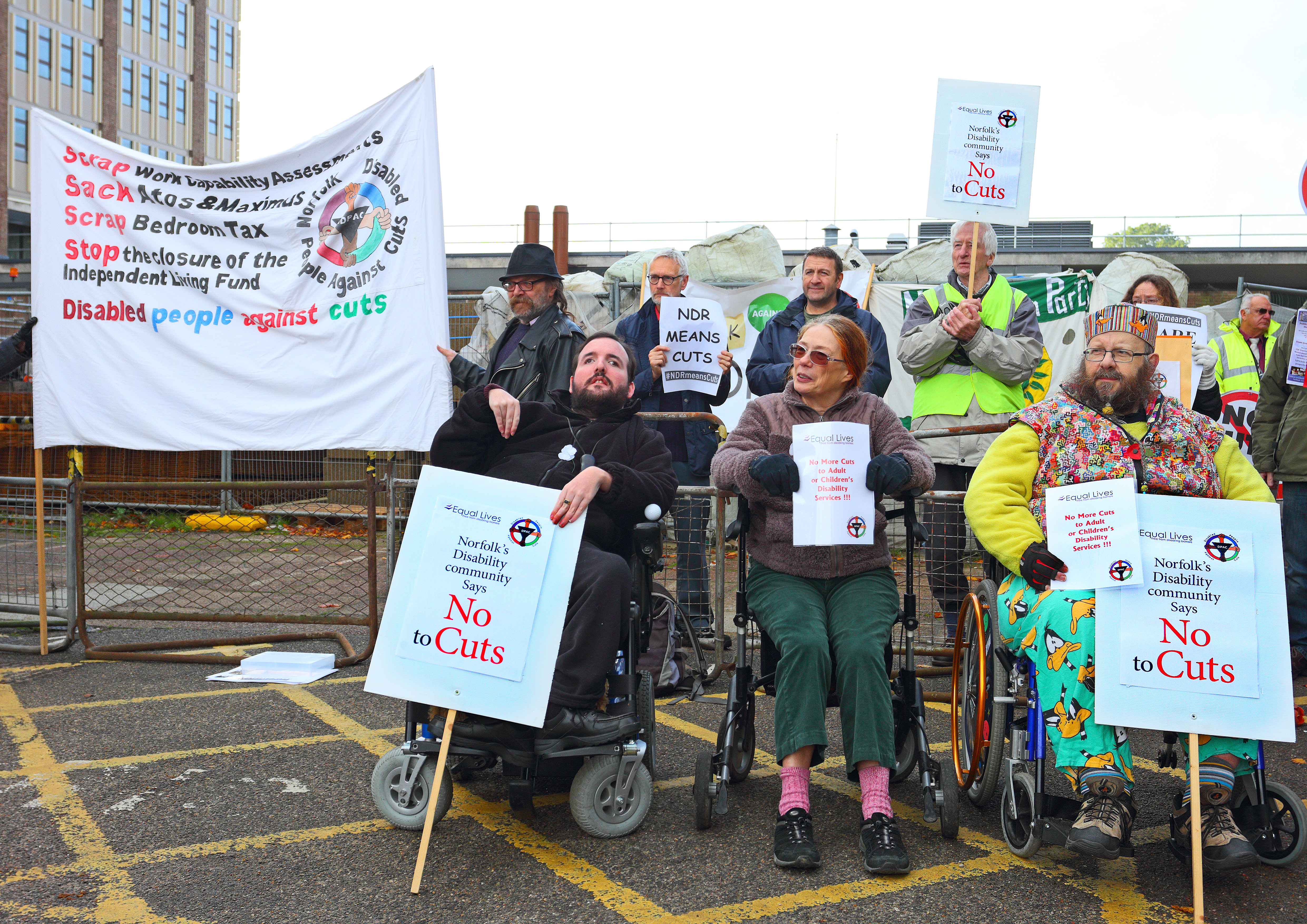
احتجاج الأشخاص ذوي الإعاقة ضد التخفيضات خارج مبنى مقاطعة نورفولك في أكتوبر 2015

الأشخاص ذوو الإعاقة ضد التخفيضات (DPAC) هي منظمة مقرها المملكة المتحدة للأشخاص ذوي الإعاقة وحلفائهم للقيام بحملات ضد تأثير تخفيضات الإنفاق الحكومي على حياة الأشخاص ذوي الإعاقة. تأسست DPAC في أكتوبر 2010 وتعمل على تعزيز حقوق الإنسان الكاملة والمساواة لجميع الأشخاص ذوي الإعاقة. يعمل DPAC وفقًا للنموذج الاجتماعي للإعاقة.

## تاريخ

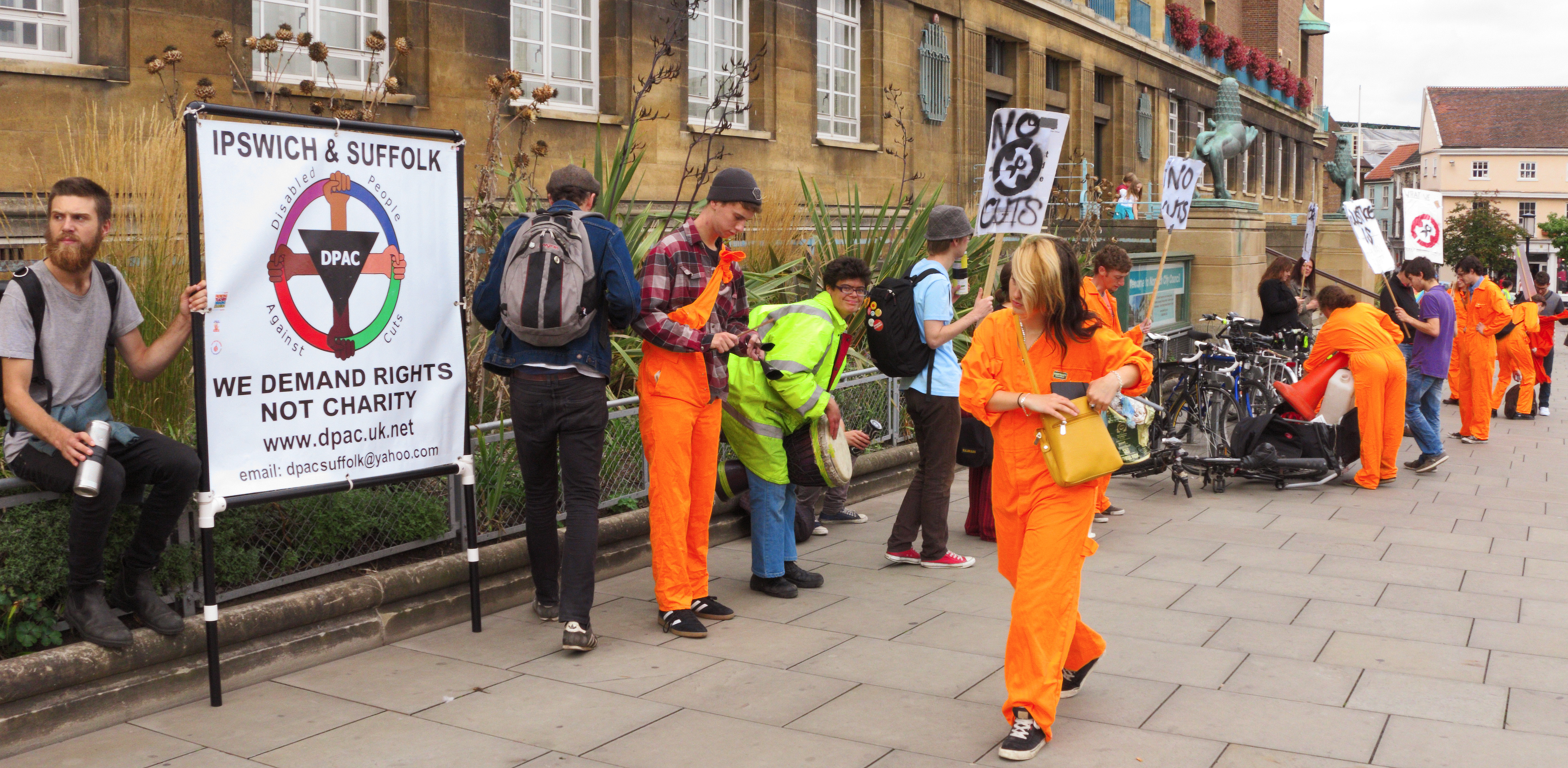
DPAC تشكل جزءًا من المتظاهرين خارج مبنى بلدية نورويتش في أكتوبر 2013 احتجاجًا على تخفيضات المساعدات القانونية

أقيمت مظاهرة احتجاجية للأشخاص ذوي الإعاقة خارج المؤتمر السنوي لحزب المحافظين في 3 أكتوبر 2010 في برمنغهام، إنجلترا. كانت هذه أول احتجاجات جماهيرية ضد تأثير تخفيضات التقشف على الأشخاص ذوي الإعاقة. وقاد هذه المسيرة أشخاص من ذوي الإعاقة، معبّرين عن أصواتهم بأنفسهم. وبفضل هذا الحراك الذي شكّل دافعًا قويًا، قام عدد من الناشطين البارزين بتأسيس المنظمة.

## بناء
DPAC هي منظمة غير هرمية نشأت بشكل عضوي من مجموعة صغيرة من الأشخاص الذين اجتمعوا للتخطيط لمسيرة مناهضة للتخفيضات في برمنغهام. أُنتخبت المجموعة التوجيهية الحالية في مؤتمر عام 2011.
هناك 26 مجموعة محلية تابعة لـ DPAC، تعمل كل منها ضمن دستور DPAC ولكنها تتمتع بالاستقلالية بشكل عام ويتخذ أعضاؤها القرارات نيابة عن هذه المجموعات.
DPAC حاليا  يبلغ عدد أعضائها الرسميين 1500 عضو، منهم 2500 عضو على صفحة الفيسبوك و4500 متابع على تويتر. لقد لعب النشاط عبر الإنترنت دورًا رئيسيًا في تطوير المجموعة. طورت DPAC نهجًا لوسائل التواصل الاجتماعي مكّن عددًا أكبر من الأشخاص من المشاركة.

### الانتماءات
ترتبط DPAC ارتباطًا وثيقًا بمنظمتها الشقيقة Black Triangle في اسكتلندا.
تعمل DPAC وفقًا للنموذج الاجتماعي للإعاقة الذي يرى أن الإعاقة تنشأ عن هياكل المجتمع وليس الاختلافات الطبية في جسم الشخص. يدعم DPAC المواطنة الكاملة لجميع الأشخاص ذوي الإعاقة ويعارض جميع التخفيضات وتدابير التقشف المعمول بها حاليًا  يؤثر سلبًا على الأشخاص ذوي الإعاقة بشكل أكبر بتسع مرات من الأشخاص غير ذوي الإعاقة.

## مشاكل

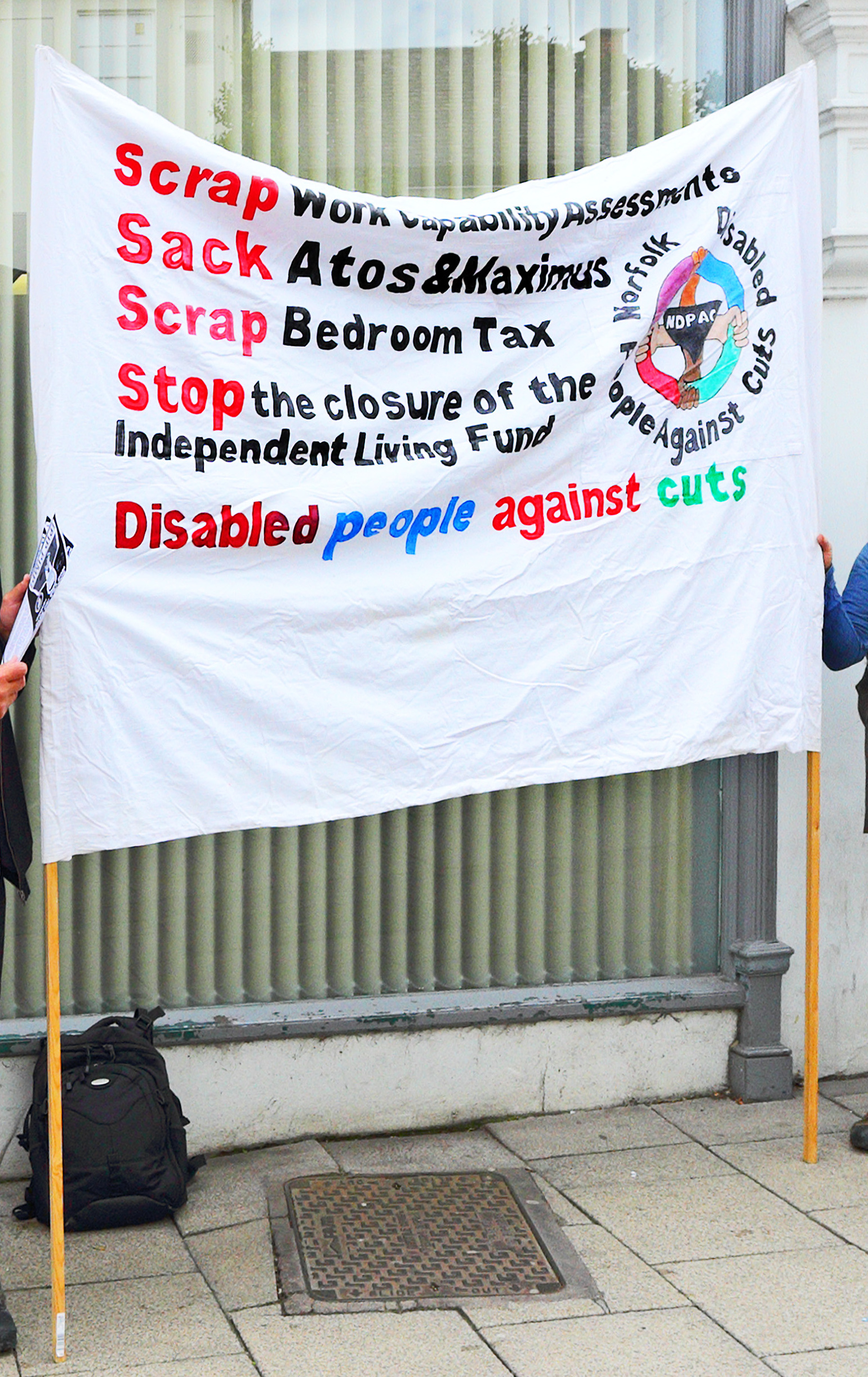
لافتة DPAC

تعارض DPAC جميع تدابير التقشف المعمول بها حاليًا  يؤثر بشكل كبير على الأشخاص ذوي الإعاقة في المملكة المتحدة. وتشمل هذه إغلاق صندوق المعيشة المستقلة، ودفع الاستقلال الشخصي (استبدال بدل المعيشة للإعاقة)، وبدل التوظيف والدعم، ومشروع قانون الأطفال والأسر لعام 2013، و" ضريبة غرفة النوم".

## الحملات والإجراءات

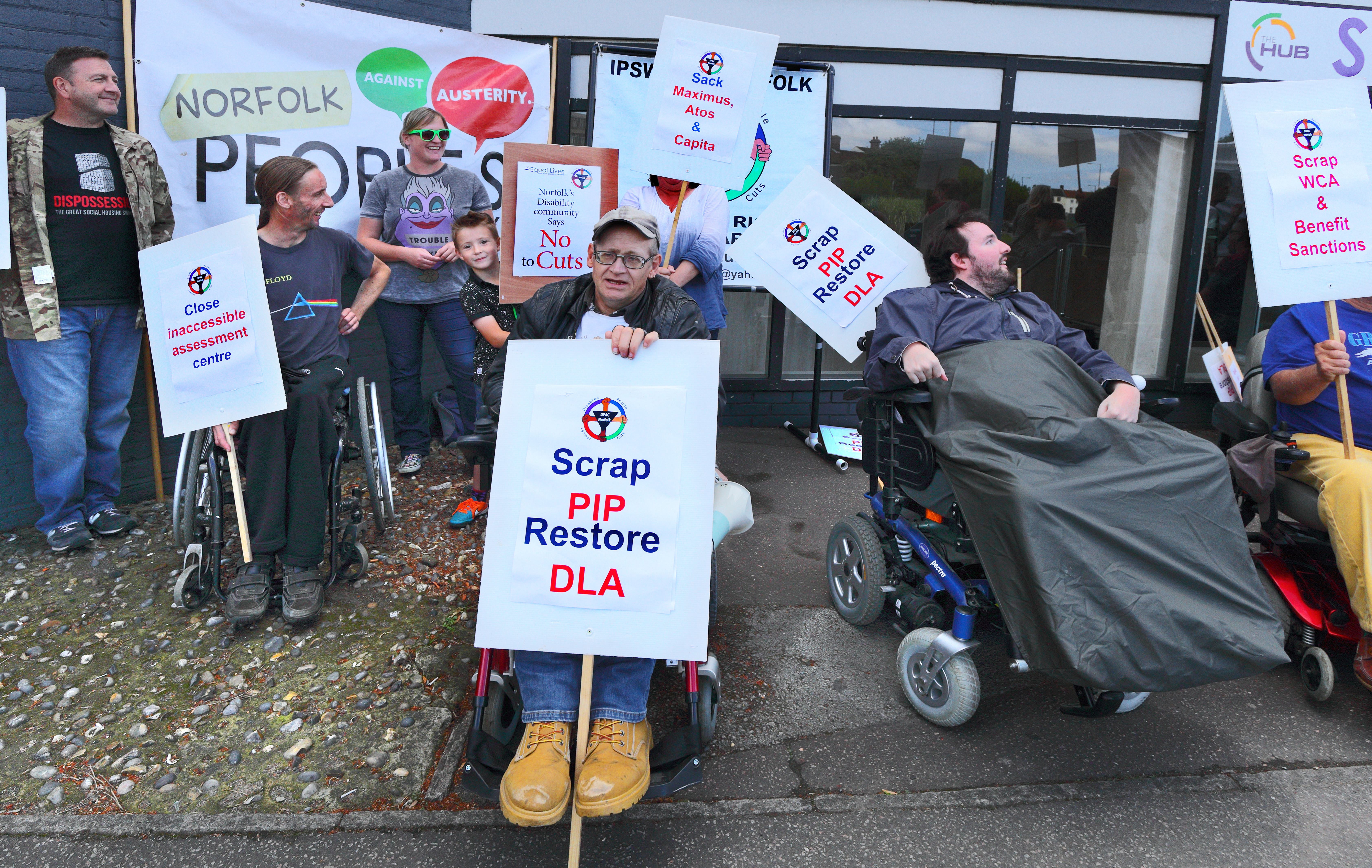
احتجاج ذوي الإعاقة في نورويتش أمام منزل سانت ماري، يوليو 2016

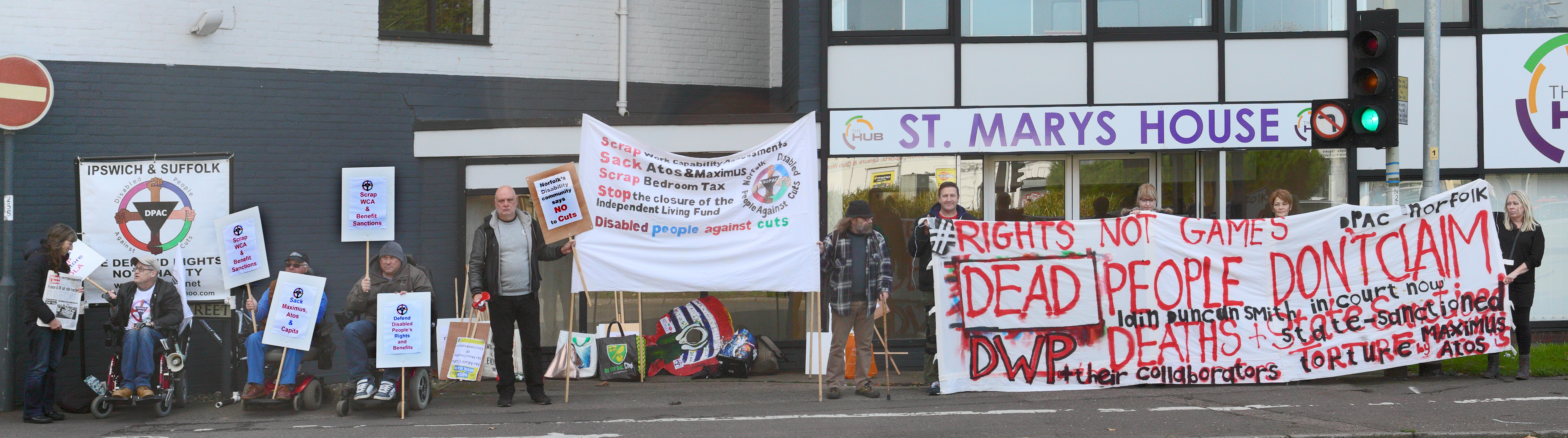
DPAC تتظاهر مع آخرين من أجل استعادة بدل المعيشة للإعاقة في أكتوبر 2016

في مقالة نشرتها صحيفة الغارديان عام 2013، شرحت إيلين كليفورد، من DPAC، التكتيكات التي تستخدمها المجموعة المعارضة للتخفيضات. قالت: "لا يمكن لأي شخص مهتم بالعدالة الاجتماعية أن يعمل مع حكومة عازمة على تفكيك دولة الرفاه، لذا يضطر نشطاء حقوق ذوي الإعاقة إلى إيجاد وسائل أخرى لمحاولة وقف ما يحدث. والتحديات القانونية للإصلاحات جزء من ذلك... لكن التحديات القانونية ليست حلاً في حد ذاتها، وكشكل من أشكال الحملات، يجب أن تُدار جنبًا إلى جنب مع أشكال أخرى من التوعية وكسب التأييد والاحتجاجات والعمل المباشر."

### أعمال العصيان المدني
لقد نفذت DPAC عددًا من أعمال العصيان المدني. شملت الإجراءات حصار شارع ريجنت في لندن، في يناير 2012، مع مجموعة UK Uncut، وحصار ميدان ترافالغار في أبريل 2012، وحصار الشارع كجزء من مسيرة النقابات العمالية الوطنية في أكتوبر 2012.
في أغسطس 2013، شارك أعضاء DPAC في معسكر احتجاجي "استعادة القوة" ضد التكسير الهيدروليكي في بالكومب، غرب ساسكس للمشاركة في التدريب على العمل المباشر اللاعنفي، وأكدوا على احتياجات الأشخاص ذوي الإعاقة للطاقة النظيفة وبأسعار معقولة ومستدامة.
في 24 يونيو 2015، مُنع الناشطون الغاضبون من إنهاء صندوق المعيشة المستقلة للأشخاص ذوي الإعاقة من الوصول إلى قاعة مجلس العموم أثناء جلسات أسئلة رئيس الوزراء. قام أعضاء DPAC في مانشستر بربط كراسيهم المتحركة معًا لمنع دخول كبار الشخصيات إلى مؤتمر حزب المحافظين في أكتوبر 2015. في سبتمبر 2016، أغلق متظاهرو DPAC جسر وستمنستر لعدة ساعات لتسليط الضوء على الوفيات الناجمة عن "إصلاحات" الرعاية الاجتماعية الحكومية.  في يوليو 2017، أُحتلت ردهة البرلمان وأُغلق المدخل الرئيسي لقاعة مجلس العموم، مصحوبًا بهتافات " لا عدالة... لا سلام ".

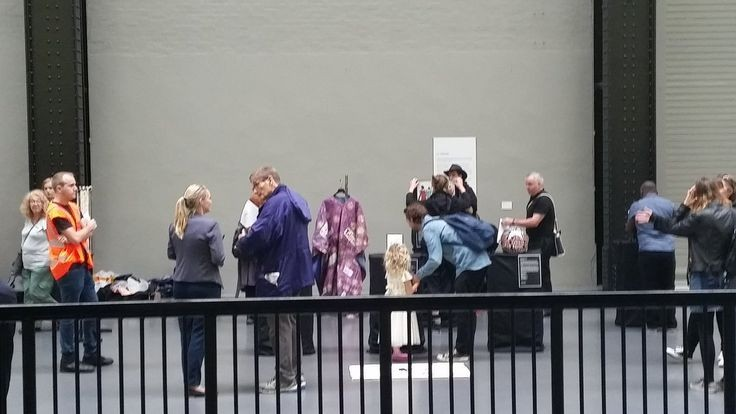
قاعة التوربينات، تيت مودرن، لندن. كجزء من أسبوع العمل لعام 2016، قام نشطاء DPAC بإنشاء "معرض منبثق" غير مجدول للأعمال الفنية التي صنعها الأشخاص ذوو الإعاقة. سلط الفن الضوء على تجارب الأشخاص ذوي الإعاقة في التعامل مع نظام الرعاية الاجتماعية.

### أسبوع العمل

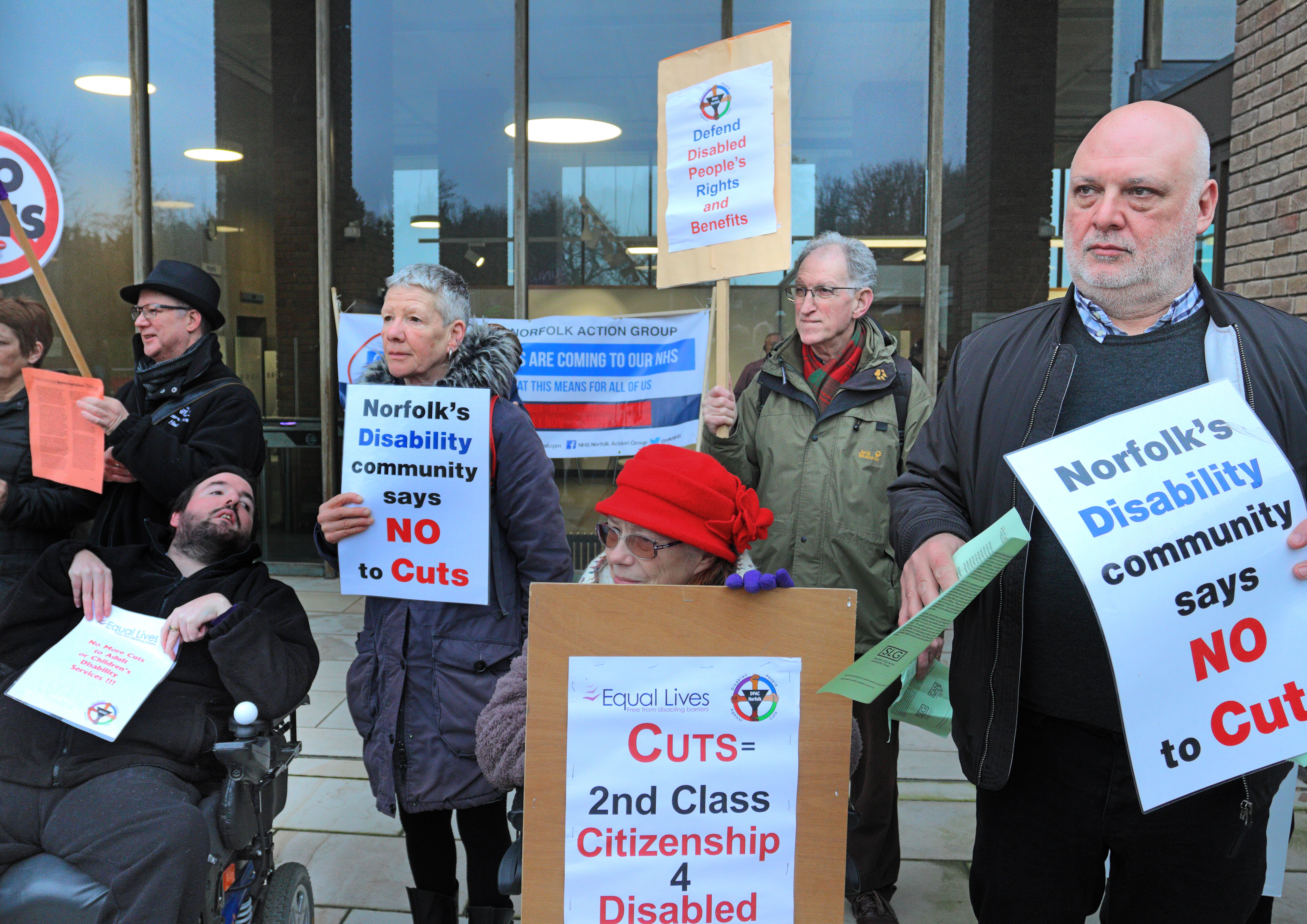
حملة DPAC ضد تخفيضات الرعاية الاجتماعية في عام 2017

في أعوام 2012 و2013 و2016 و2017، نظمت DPAC "أسبوع العمل" لتسليط الضوء على تأثير التقشف والتخفيضات على حياة الأشخاص ذوي الإعاقة. ابتداءً من يوم الإثنين الموافق 27 أغسطس 2012، استضافت DPAC أسبوعًا من "ألعاب Atos" التي ركزت على تسليط الضوء على نفاق رعاية الألعاب البارالمبية من قبل Atos - وهي نفس الشركة التي تنفذ تقييمات القدرة على العمل المثيرة للجدل. وشملت الفعاليات حفل توزيع جوائز الألعاب البارالمبية، وتسليم نعش إلى مكاتب شركة أتوس. في 30 أغسطس 2012، أدى احتجاج نظمه نشطاء في كارديف إلى توقف حركة المرور. في اليوم الختامي للحدث، انتقلت المظاهرة خارج المقر الرئيسي لشركة أتوس إلى مكاتب وزارة العمل والمعاشات التقاعدية (DWP)، حيث قام المتظاهرون بتقييد أنفسهم بالمدخل الرئيسي.
كانت استعادة مستقبلنا عبارة عن أسبوع من العمل أقيم في الفترة من 29 أغسطس إلى 4 سبتمبر 2013 للاحتجاج على استهداف الأشخاص ذوي الإعاقة من خلال تدابير التقشف، والاحتفال بقيمة وفخر وتقرير المصير للأشخاص ذوي الإعاقة. يتضمن الحدث إطلاق يوم عمل عبر الإنترنت، تزامنًا مع احتجاجات مسيرة الشعلة التي نظمتها مؤسسة النقل للجميع لتسليط الضوء على الافتقار إلى إمكانية الوصول إلى خط سكة حديد كروسريل الجديد الذي يُنشئ حاليًا. شهد يوم الجمعة 30 أغسطس احتجاجات محلية في جميع أنحاء المملكة المتحدة. وشهد مؤتمر "النموذج الاجتماعي في القرن الحادي والعشرين" إلقاء كلمات رئيسية من قبل ديبي جولي من DPAC، والأستاذ كولين بارنز وآنا راي من اتحاد المعوقين جسديًا ضد الفصل العنصري (UPIAS). وتضمن الأسبوع عملاً مباشراً خارج هيئة الإذاعة البريطانية لتسليط الضوء على التمثيل المتحيز للأشخاص ذوي الإعاقة والترويج لـ"خطاب المتطفلين" وبلغت ذروتها بمسيرة إلى البرلمان أُطلق خلالها بيان الأشخاص ذوي الإعاقة في المملكة المتحدة.
أقيم أسبوع العمل لعام 2016 تزامناً مع دورة الألعاب البارالمبية في لندن في سبتمبر/أيلول. وشملت الأحداث تركيبًا فنيًا منبثقًا في متحف تيت مودرن في لندن، وإغلاق جسر وستمنستر من قبل النشطاء.
وتضمن أسبوع العمل لعام 2017، في أغسطس/آب، دعم إجراءات نقابة عمال السكك الحديدية (RMT) لإبقاء الحراس على القطارات، واحتجاجًا خارج مقر شركة ATOS، وإغلاق المدخل الرئيسي لقاعة مجلس العموم.

### على السجل
في عام 2019، بدأ نشطاء DPAC في مانشستر وشيفيلد حملة لتسجيل تقييمات PIP صوتيًا، ردًا على تقارير عن شركات التقييم التي تسجل معلومات غير دقيقة أثناء التقييمات وتنتج قرارات معيبة. نظرًا لأن وزارة العمل والمعاشات التقاعدية سمحت فقط بالتسجيل الصوتي للتقييمات عبر الأقراص المضغوطة وأشرطة الصوت، جمعت الحملة الأموال لشراء معدات التسجيل الصوتي اللازمة حتى يمكن إقراضها مجانًا للأشخاص الذين يواجهون تقييمات PIP. وأكد الناشطون أنه في حين تهدف المبادرة إلى ضمان قدر أكبر من المساءلة والعدالة في العملية الحالية، فإن الهدف النهائي للحملة ظل يتمثل في إلغاء تقييمات القدرة على العمل وتقييمات برنامج تحسين الأداء بالكامل. حظيت الحملة بدعم نواب حزب العمال بما في ذلك دان كاردين وإيما هاردي.
في عام 2020، التزمت وزارة التنمية والعمل بنهج جديد "لتوفير الاتساق للمطالبين عبر التسجيل الصوتي لتقييمات القدرة على العمل وتقييمات مدفوعات الاستقلال الشخصي". في 30 سبتمبر 2020، أبلغ وزير العمل والمعاشات لجنة العمل والمعاشات أن المقيمين بدأوا في تسجيل التقييمات صوتيًا.

### يوم العمل
في 26 مارس 2025، يعتزم نشطاء DPAC تنظيم احتجاج في جميع أنحاء المملكة المتحدة، مع اجتماع فريق في لندن في داونينج ستريت، لإظهار الرفض الجماعي للتغييرات القادمة على إعانات الإعاقة التي اقترحتها ليز كيندال، بما في ذلك تشديد أهلية PIP، من أجل تمكين الحكومة من توفير ما يقدر بنحو 5 مليارات جنيه إسترليني على مدى العقد المقبل. ستدخل هذه التغييرات حيز التنفيذ في نوفمبر 2026، على الرغم من أنها قوبلت بردود فعل عنيفة من قبل الأفراد ذوي الإعاقة، الذين يعتبرونها غير عادلة وانتهاكًا لحقوقهم. وقد وصفت بعض الجمعيات الخيرية المعنية بالأشخاص ذوي الإعاقة هذه الأفعال بأنها "غير أخلاقية ومدمرة". الوسم على وسائل التواصل الاجتماعي لهذا الاحتجاج هو #WellfareNotWarfare.

## روابط خارجية
- الموقع الرسمي